# Roberta Giussani
Roberta Giussani (ur. 2 lipca 1972 w Mediolanie) – włoska szpadzistka.

## Życiorys
Wywalczyła złoty medal w szpadzie na Mistrzostwach Europy w Szermierce w 1993 roku.